# Circuit de Borsele 2016
La 15e édition du Circuit de Borsele a lieu le 23 avril 2016. La course fait partie du calendrier international féminin UCI 2016 en catégorie 1.1. Elle est remportée par l'Italienne Barbara Guarischi.

## Récit de la course
La course se conclut au sprint.

## Classements

### Classement final
| \| Classement général \| Classement général \| Classement général \| Classement général \| Classement général \| \| Coureur \| Coureur \| Pays \| Équipe \| Temps \| \| ------------------ \| -------------------- \| ------------------ \| ------------------- \| ------------------ \| \| 1re \| Barbara Guarischi \| Italie \| Canyon-SRAM Racing \| 3 h 29 min 28 s \| \| 2e \| Floortje Mackaij \| Pays-Bas \| Liv-Plantur \| + 0 s \| \| 3e \| Christine Majerus \| Luxembourg \| Boels Dolmans \| + 0 s \| \| 4e \| Nina Kessler \| Pays-Bas \| Lensworld-Zannata \| + 0 s \| \| 5e \| Eugenia Bujak \| Pologne \| BTC City Ljubljana \| + 0 s \| \| 6e \| Chantal Blaak \| Pays-Bas \| Boels Dolmans \| + 0 s \| \| 7e \| Lucinda Brand \| Pays-Bas \| Rabo Liv Women \| + 0 s \| \| 8e \| Elena Cecchini \| Italie \| Canyon-SRAM Racing \| + 0 s \| \| 9e \| Annemiek van Vleuten \| Pays-Bas \| Orica-AIS \| + 0 s \| \| 10e \| Anouk Rijff \| Pays-Bas \| Lotto Soudal Ladies \| + 0 s \| |                      |            |                     |                 |
| |                      |            |                     |                 |
| Source : Cycling Quotient |                      |            |                     |                 |
| Classement général |                      |            |                     |                 |
| Coureur | Coureur              | Pays       | Équipe              | Temps           |
| 1re | Barbara Guarischi    | Italie     | Canyon-SRAM Racing  | 3 h 29 min 28 s |
| 2e | Floortje Mackaij     | Pays-Bas   | Liv-Plantur         | + 0 s           |
| 3e | Christine Majerus    | Luxembourg | Boels Dolmans       | + 0 s           |
| 4e | Nina Kessler         | Pays-Bas   | Lensworld-Zannata   | + 0 s           |
| 5e | Eugenia Bujak        | Pologne    | BTC City Ljubljana  | + 0 s           |
| 6e | Chantal Blaak        | Pays-Bas   | Boels Dolmans       | + 0 s           |
| 7e | Lucinda Brand        | Pays-Bas   | Rabo Liv Women      | + 0 s           |
| 8e | Elena Cecchini       | Italie     | Canyon-SRAM Racing  | + 0 s           |
| 9e | Annemiek van Vleuten | Pays-Bas   | Orica-AIS           | + 0 s           |
| 10e | Anouk Rijff          | Pays-Bas   | Lotto Soudal Ladies | + 0 s           |

### Points UCI
| Position,          | 1er | 2e | 3e | 4e | 5e | 6e | 7e | 8e | 9e | 10e | 11e | 12e | 13e | 14e | 15e | 16e | 17e | 18e |
| Classement général | 80  | 60 | 45 | 35 | 30 | 25 | 21 | 18 | 15 | 12  | 10  | 8   | 6   | 5   | 4   | 3   | 2   | 1   |